# 베르나르댕 드 생피에르
베르나르댕 드 생피에르(프랑스어: Jacques-Henri Bernardin de Saint-Pierre, 1737년 12월 31일 ~ 1814년 12월 30일)는 프랑스의 소설가, 박물학자이다.
르아브르에서 태어났다. 본래 몽상적이어서 청년시대의 태반을 여행으로 보냈다. 1768년 마다가스카르 동쪽의 프랑스 섬(지금의 모리셔스 섬에 가서 2년 이상을 체류했다. 그 후 파리에서 루소와 친교를 맺었다. <자연의 연구>(1784)로 명성을 얻어 식물원장이 되었다. 다만 감상적인 소설 <폴과 비르지니>에는 루소의 낭만주의 영향이 특히 농후하고 또 그의 이국(異國) 취미는 후에 유행할 실마리가 되었다.